# Studieledighetslagen
Studieledighetslagen (1974:981) ger arbetstagaren rätt till ledighet för utbildning samt rätt att återgå till arbetet vid studieavbrott eller efter avslutad utbildning med samma eller likvärdiga villkor och arbetsuppgifter. Kravet är att man har varit anställd hos arbetsgivaren de senaste sex månaderna. Arbetstagaren bestämmer själv vilken utbildning han eller hon vill genomgå, dvs. utbildningen behöver inte vara inom det egna arbetsområdet.